# Bureau de la coordination des affaires humanitaires
 (septembre 2022).
Si vous disposez d'ouvrages ou d'articles de référence ou si vous connaissez des sites web de qualité traitant du thème abordé ici, merci de compléter l'article en donnant les références utiles à sa vérifiabilité et en les liant à la section « Notes et références ».
Le Bureau de la coordination des affaires humanitaires (BCAH ou OCHA - acronyme anglais pour Office for the Coordination of Humanitarian Affairs) est un département du Secrétariat de l'ONU, établi le 19 décembre 1991 par la Résolution A/RES/46/182 de l'Assemblée générale des Nations unies qui s'était déclarée « profondément préoccupée par les souffrances des victimes de catastrophes et de situations d'urgence, les pertes en vies humaines, les flux de réfugiés, les déplacements massifs de populations et les destructions matérielles ». La résolution, intitulée « Renforcement de la coordination de l’aide humanitaire d’urgence de l’Organisation des Nations Unies », sert de cadre à l’aide humanitaire et en fixe les principes directeurs. L’Assemblée avait décidé par cette résolution de renforcer, notamment sur le terrain, la réponse de l'ensemble des organes du Secrétariat, des institutions spécialisées, des fonds, programmes et instituts des Nations unies en cas d'urgences et de catastrophes. 
La résolution a réorganisé la coordination des activités humanitaires et renforcé le rôle du « Coordonnateur des Nations Unies pour les secours en cas de catastrophe », le renommant « Coordonnateur des secours d’urgence ». En effet, le mandat du Coordonnateur des Nations unies pour les secours en cas de catastrophe ne s’appliquait pas aux urgences complexes. La résolution de l’Assemblée générale a comblé cette lacune en confiant au Coordonnateur des secours d’urgence neuf secteurs de responsabilité, dont l’aide humanitaire, la facilitation de l’accès aux zones sinistrées, l’organisation de missions d’évaluation des besoins, l’établissement des appels globaux et la mobilisation des ressources.
La résolution a fixé douze principes directeurs dans le domaine de l’aide humanitaire, parmi lesquels :
- l’aide humanitaire doit être fournie conformément aux principes d’humanité, de neutralité et d’impartialité ;
- la souveraineté, l’intégrité territoriale et l’unité nationale des États doivent être pleinement respectées en conformité avec la Charte des Nations unies. L'aide humanitaire devrait être fournie avec le consentement du pays concerné et en principe sur la base d’un appel de ce pays ;
- c’est à chaque État qu’il incombe au premier chef de prendre soin des victimes de catastrophes naturelles et autres situations d’urgence se produisant sur son territoire ;
- les États dont les populations ont besoin d’une aide humanitaire sont invités à faciliter la mise en œuvre par ces organisations de l’aide humanitaire.

Le « Département des Affaires humanitaires » a restructuré à un plus haut niveau au sein du Secrétariat le « Bureau des Nations unies de Coordination pour les secours en cas de catastrophe », créé en 1972. 
Le BCAH, en 1998, employait 1 140 personnes à New York, à Genève et sur le terrain. Au 10 octobre 2024, il y avait cinq bureaux régionaux, 27 bureaux de pays, 22 équipes de conseillers et 7 byreaux de liaison humanitaires.
Pour l'année 2019, les ressources extra-budgétaire du BCAH se montaient à 250 millions de dollars de contributions volontaires annoncées par des États-membres et des organisations. Le budget ordinaire est obtenu par un prélèvement forfaitaire de 7 % pour contribuer au soutien des programmes (programme support costs) financés par les contributions volontaires, solution aussi recommandée par les auditeurs internes et les auditeurs externes de l'ONU pour d'autres fonds des Nations unies placés sous l'autorité du Secrétaire général.
Le BCAH est dirigé par le Secrétaire général adjoint pour les Affaires humanitaires et Coordinateur des secours d'urgence. Ce poste a été occupé par le Britannique John Holmes du 1er mars 2007 au 27 août 2010, puis par Mark Lowcock , également de nationalité britannique, qui administre aussi le Fonds central d'intervention d'urgence (FCIU/CERF, créé selon le paragraphe 23 de la résolution 46/182, sous l'autorité du Secrétaire général, autorenouvelable et « conçu comme un mécanisme d'autofinancement permettant aux organes du système d'intervenir rapidement et de façon coordonnée »), en consultation avec les organismes d'aide humanitaire.